# Makiivka
Makiivka (în ucraineană Макіївка, în rusă Макеевка) este un oraș din Ucraina.

## Istoric
Țaratul Rusiei 1696–1721

 Imperiul Rus 1721–1917

 RSS Ucraineană 1920–1922

 Uniunea Sovietică 1922–1941

 Imperiul German (ocupația) 1941–1943

 Uniunea Sovietică 1943–1991

 Ucraina 1991–prezent 

## Personalități născute aici
- Vladlen Tatarski (1982 - 2023), propagandist rus.

## Galerie de imagini

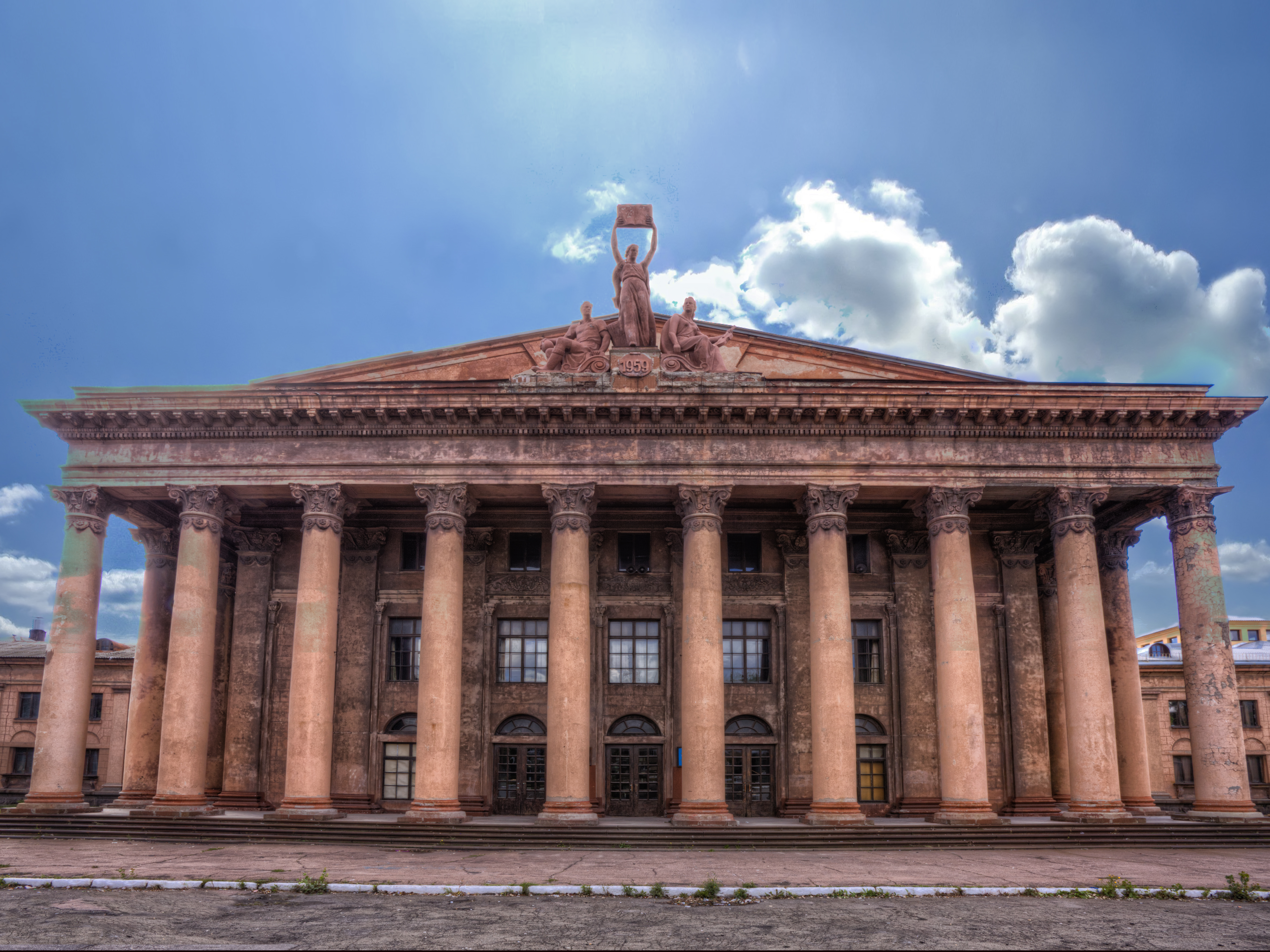
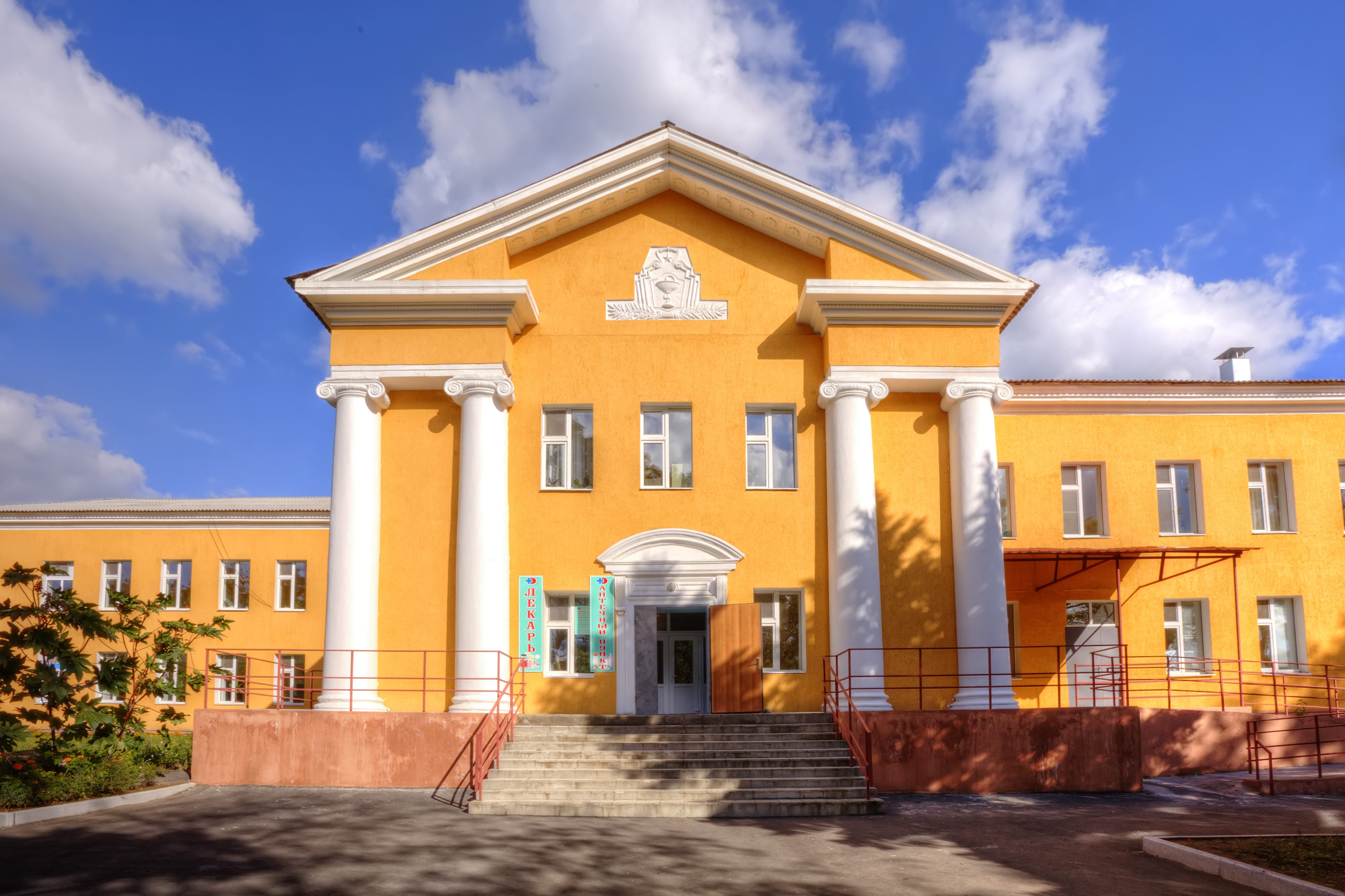
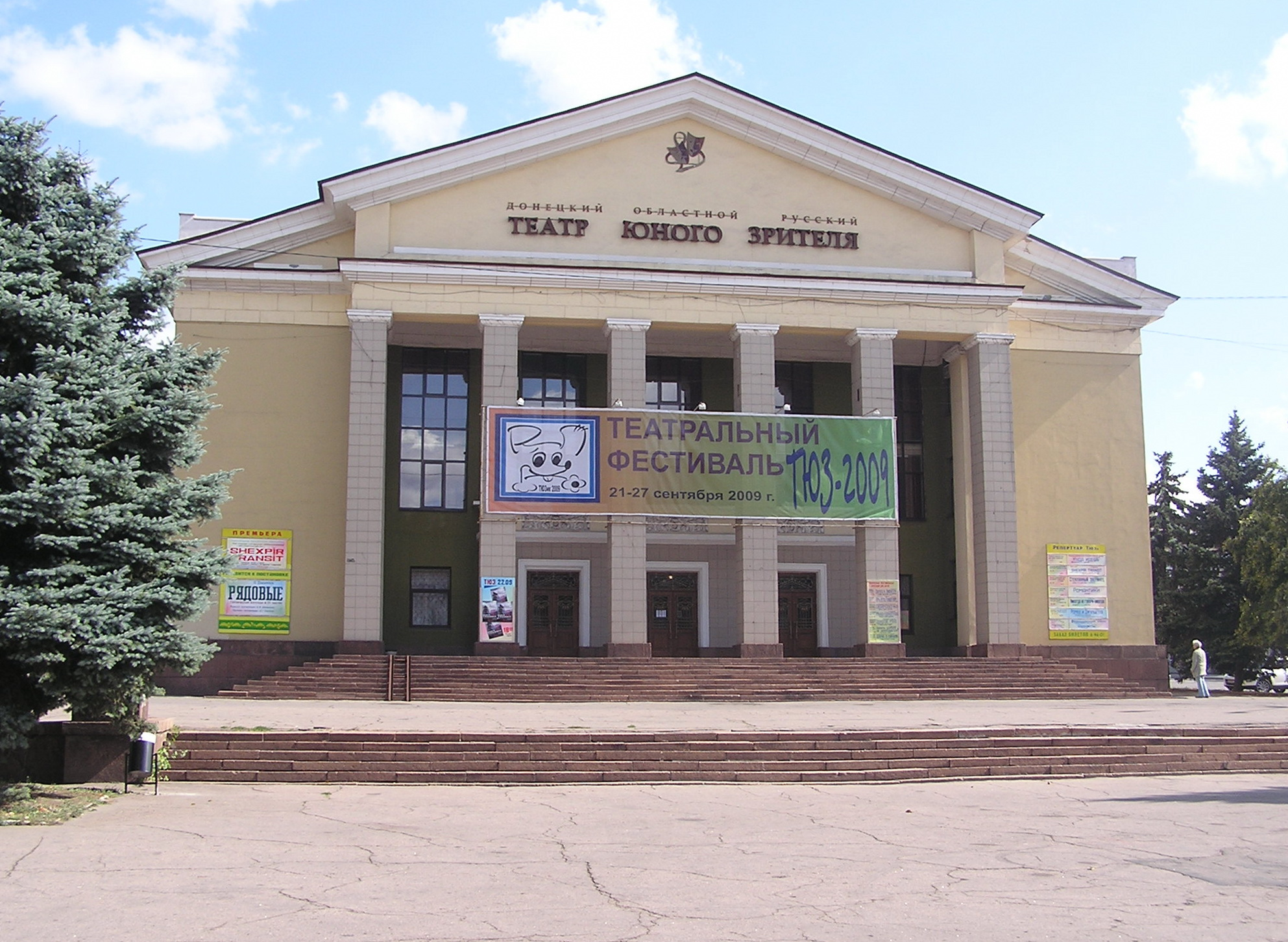
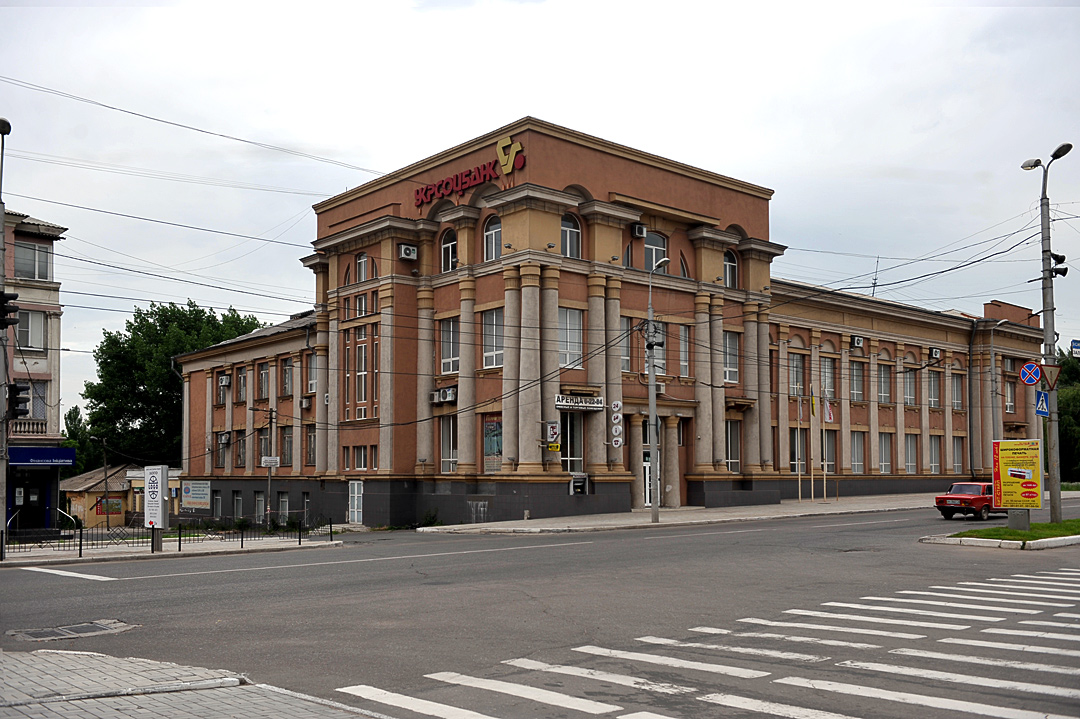
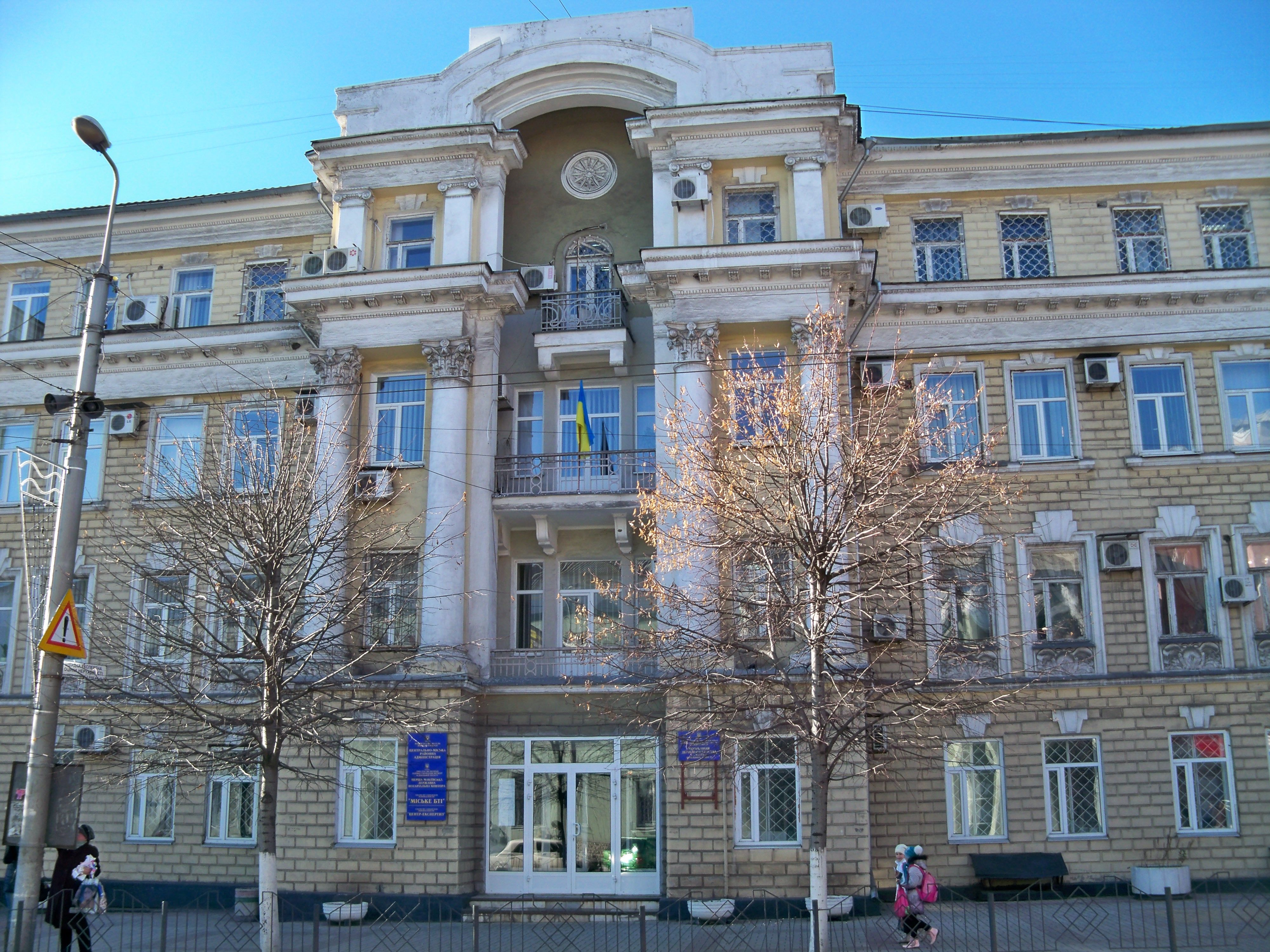